# Kopřiva žahavka
Kopřiva žahavka (Urtica urens) je vedle kopřivy dvoudomé druhý běžnější zástupce rodu na českém území. Lidově je nazývána žahavka nebo žihlava. Vzhled je podobný, jde však o jednoletou, jednodomou bylinu podstatně menšího vzrůstu (10–30 cm) a její žahavé chlupy jsou mírně účinnější. Tato kdysi běžná rostlina v posledních letech v české krajině nápadně mizí, je proto řazena mezi ohrožené druhy v kategorii C3.

## Popis

### Kořen, stonek a list
Kopřiva má kořenový systém velmi rozvětvený a to hlavně pod povrchem do hloubky 14–18 cm. Lodyha je čtyřhranná, dorůstající do 10–30 cm, bývá v horní polovině větvená a její barva je zelená až hnědozelená s žahavými chlupy na povrchu. U kopřivy žahavky nalezneme drobné listy kopinaté nebo vejčité s ozubenými okraji a žahavými chlupy. Čepel listu je dlouhá 1,5–4 cm a na bázi klínovitě zúžená až uťatá.

### Květ a plod
Kopřiva má květenství kratší, nebo skoro stejně dlouhá jako je řapík u jejích listů, v jejichž úžlabí vyrůstají. Květy jsou drobné a jednopohlavné. Kopřiva je jednodomou bylinou, v jednom květenství se tedy nachází prašníkové i pestíkové květy. Po tom co odkvetou, jsou květenství slabě převislá a poměrně hustá. Rostlina kvete od května do listopadu a jejím plodem je zploštělá nažka, jejíž barva je světle hnědá až zelenavě hnědá. Kopřiva žahavka je jednoletá bylina bez obnovovacích pupenů, která nepříznivá období přečkává pouze v semenech.

## Stanoviště a výskyt
Kopřiva tohoto druhu se vyskytuje na celém území České republiky od nížin až po hornaté oblasti, kde jsou půdy bohaté na živiny. Nejčastější místa výskytu jsou rumiště, pole, zahrady a opuštěné příbytky. V zahradnictví je brána především jako nežádoucí plevel. Tuto rostlinu můžeme nalézt téměř po celém světě, avšak nejhojněji se vyskytuje v Evropě, Malé Asii, na Kavkazu, v Severní a Jižní Americe, Austrálii a v jižní Africe.

## Využití
Kopřiva žahavka má řadu léčivých účinků, je určena k vnitřnímu i vnějšímu použití. Má také blahodárné účinky na špatně hojící se rány, ekzémy a na akné. Nálev z kopřivy se využívá k podpoře růstu vlasů a čaj z jejích usušených listů má močopudné a projímavé účinky. Kopřiva je i součástí kuchyně, kde se využívá k přípravě salátů, polévek či nádivek.

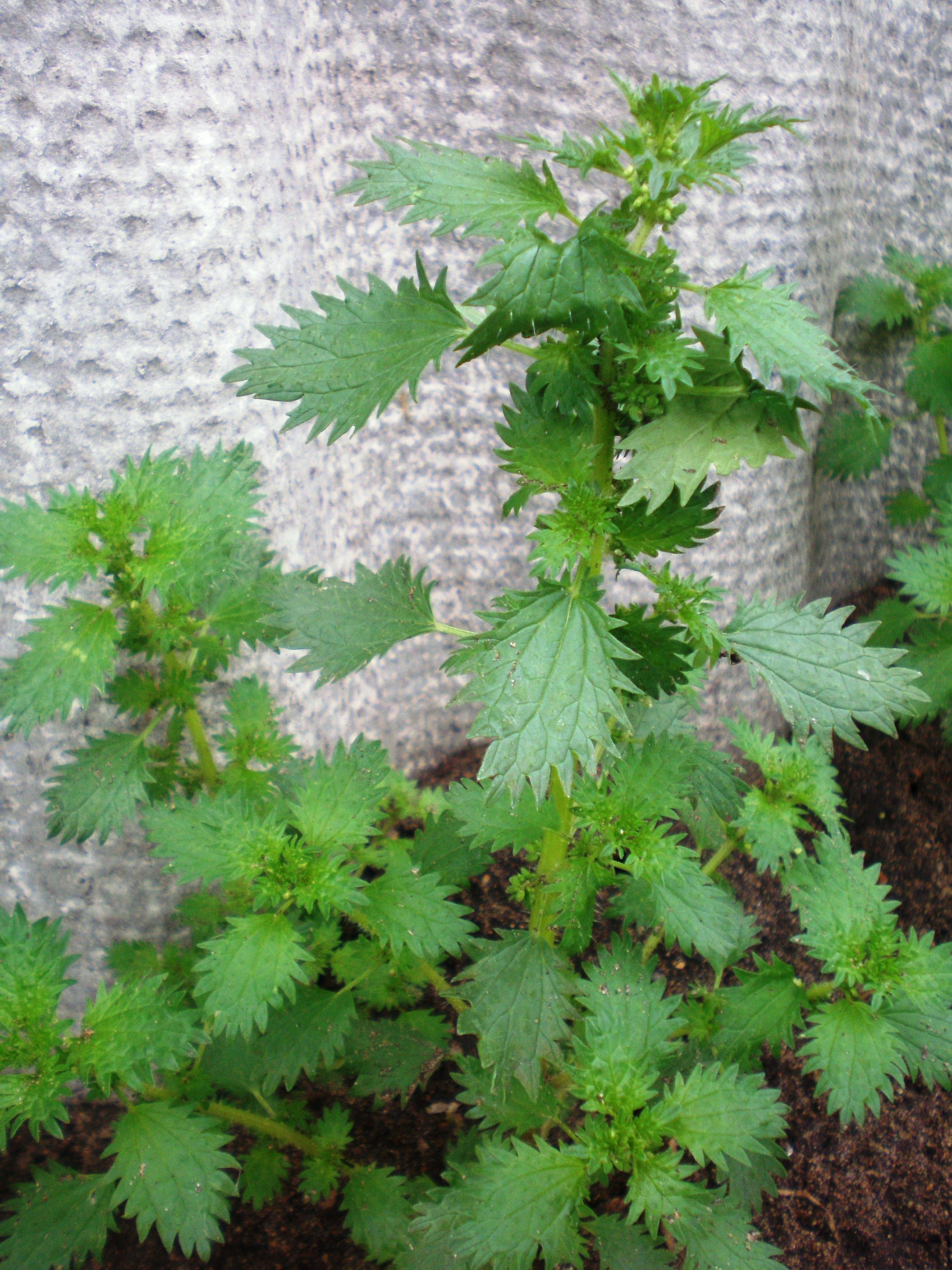
Kopřiva žahavka